# 126P/IRAS
La comète IRAS, officiellement 126P/IRAS, est une comète périodique du système solaire, découverte le 28 juin 1983 par l'Infrared Astronomical Satellite.